# Альфа Центавра

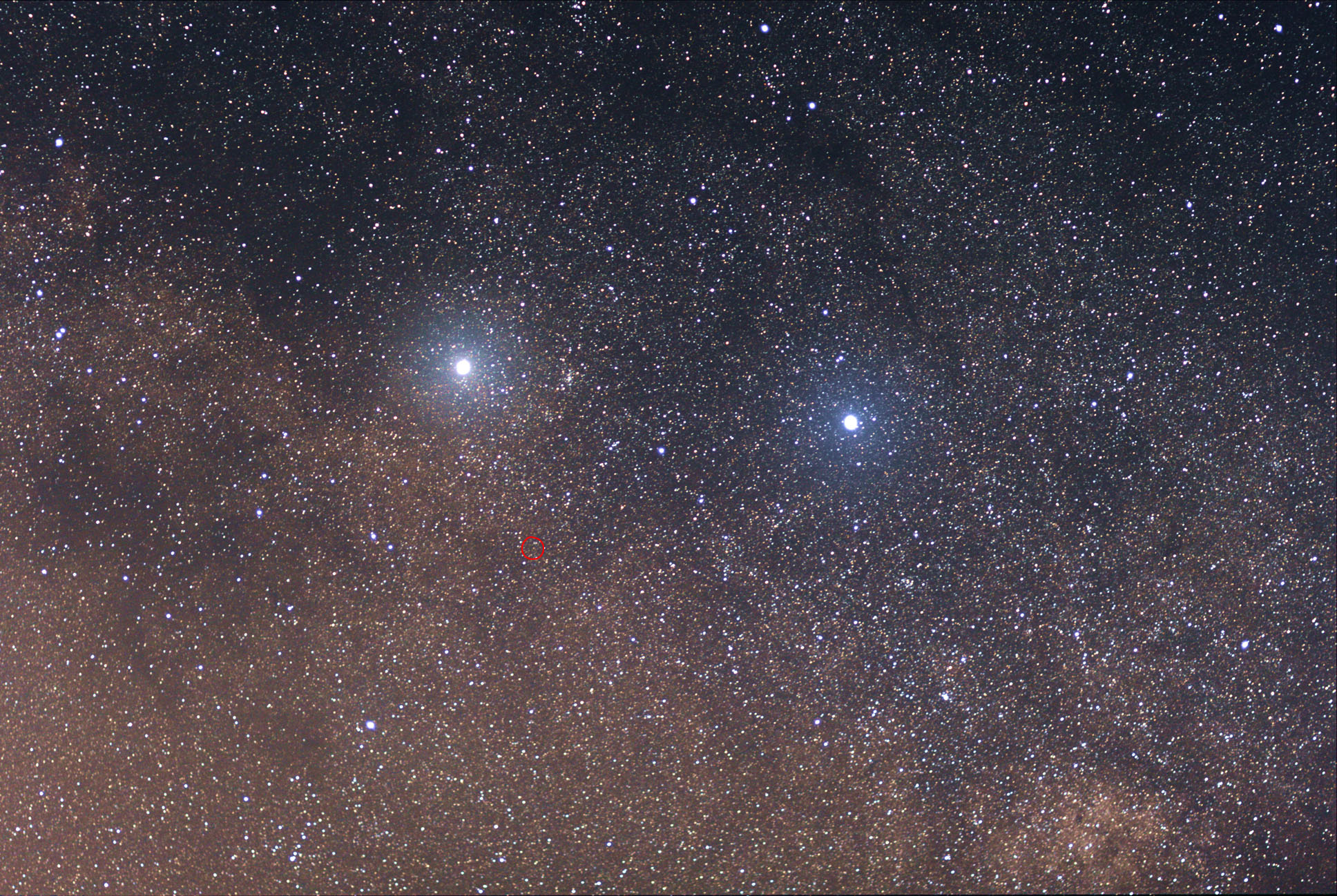
Альфа Центавра AB — яркая звезда слева. Проксима Центавра обведена красным кружком. Яркая звезда в правом нижнем углу — это Бета Центавра

А́льфа Цента́вра, α Центавра — тройная звёздная система в созвездии Центавра. Два компонента, солнцеподобные α Центавра А и α Центавра B, невооружённому глазу видны как одна звезда −0,27m, благодаря чему α Центавра является третьей по яркости звездой ночного неба. Третий компонент — невидимый невооружённым глазом красный карлик Проксима Центавра, или α Центавра C, который находится от яркой двойной звезды на угловом расстоянии 2,2°. Все три являются ближайшими к Солнцу звёздами (4,36 световых года), причём на данный момент Проксима Центавра несколько ближе остальных.
Несмотря на свою яркость и близость, альфа Центавра отсутствует на флаге Бразилии, где изображено 27 звёзд, видимых в Южном полушарии.
Каждый компонент α Центавра, согласно официально принятому МАС в 2016 году списку собственных названий звезд, получили имена: компонент А — Ри́гил Кента́урус (или Ри́гель Кента́урус, (латинизированная форма от араб. رجل القنطور‎ [riʤl al-qanatûr] — «нога Кентавра»), а компонент B — Толима́н (возможно, от араб. الظلمان‎ [ал-Зулман] «Страусы»). Для третьего компонента сохранено традиционное название Проксима Центавра. До получения официальных имен в 2016 году, также можно было встретить название Бунгула (возможно, от лат. ungula — «копыто»).
Обозначения в основных звёздных каталогах:
- α Центавра А: HD 128620, HR 5459, CP−60°5483, GCTP 3309.00A, LHS 50.
- α Центавра B: HD 128621, HR 5460, GCTP 3309.00B, LHS 51.

## Характеристики системы

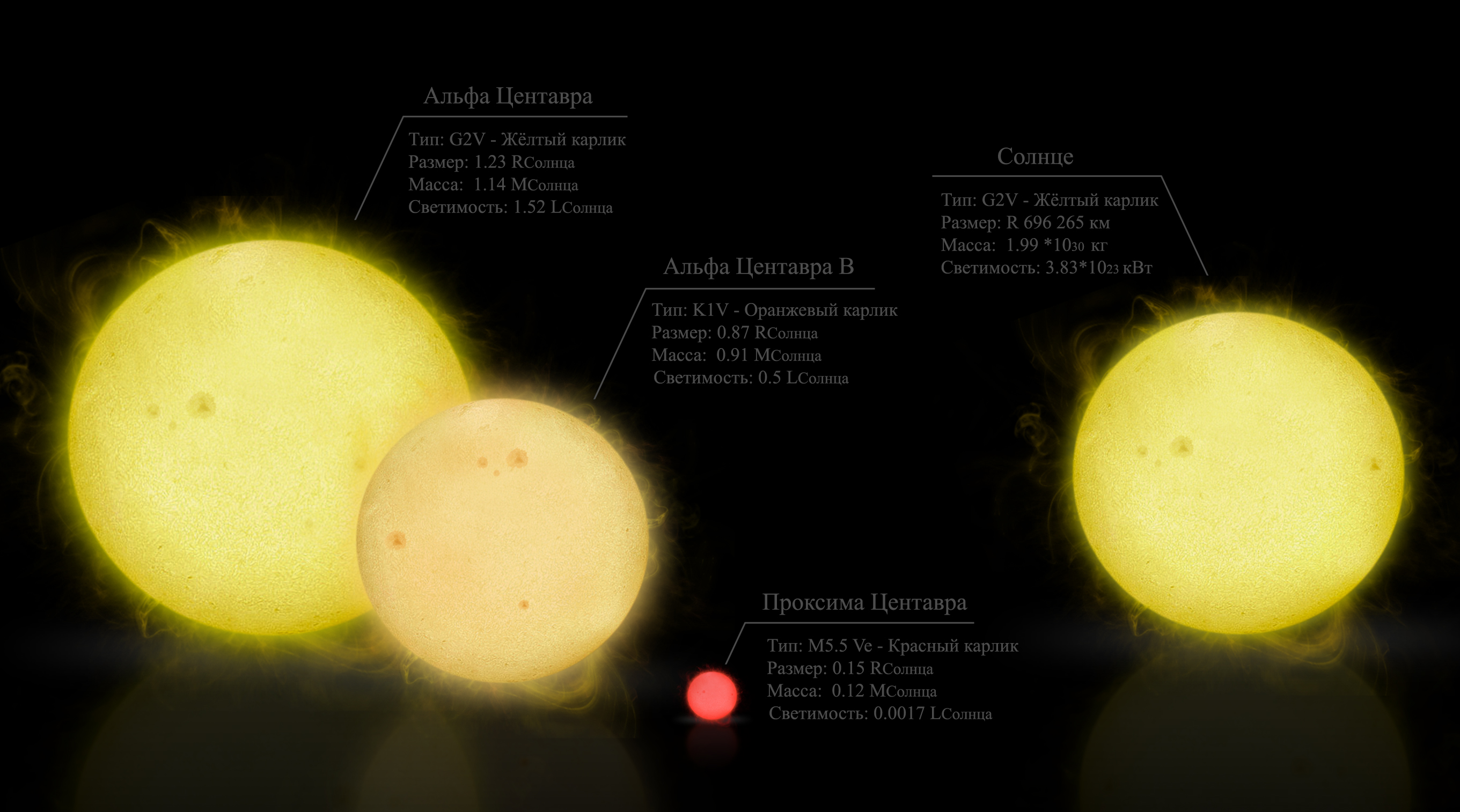
Сравнительные размеры компонентов системы α Центавра и Солнца

Две главные звезды α Центавра А и α Центавра B принадлежат главной последовательности и близки по характеристикам к Солнцу. α Центавра А оказалась первой звездой, для которой удалось провести прямое наблюдение атмосферы, показавшее её схожесть со светилом нашей системы (в атмосфере обнаружен тонкий холодный слой).

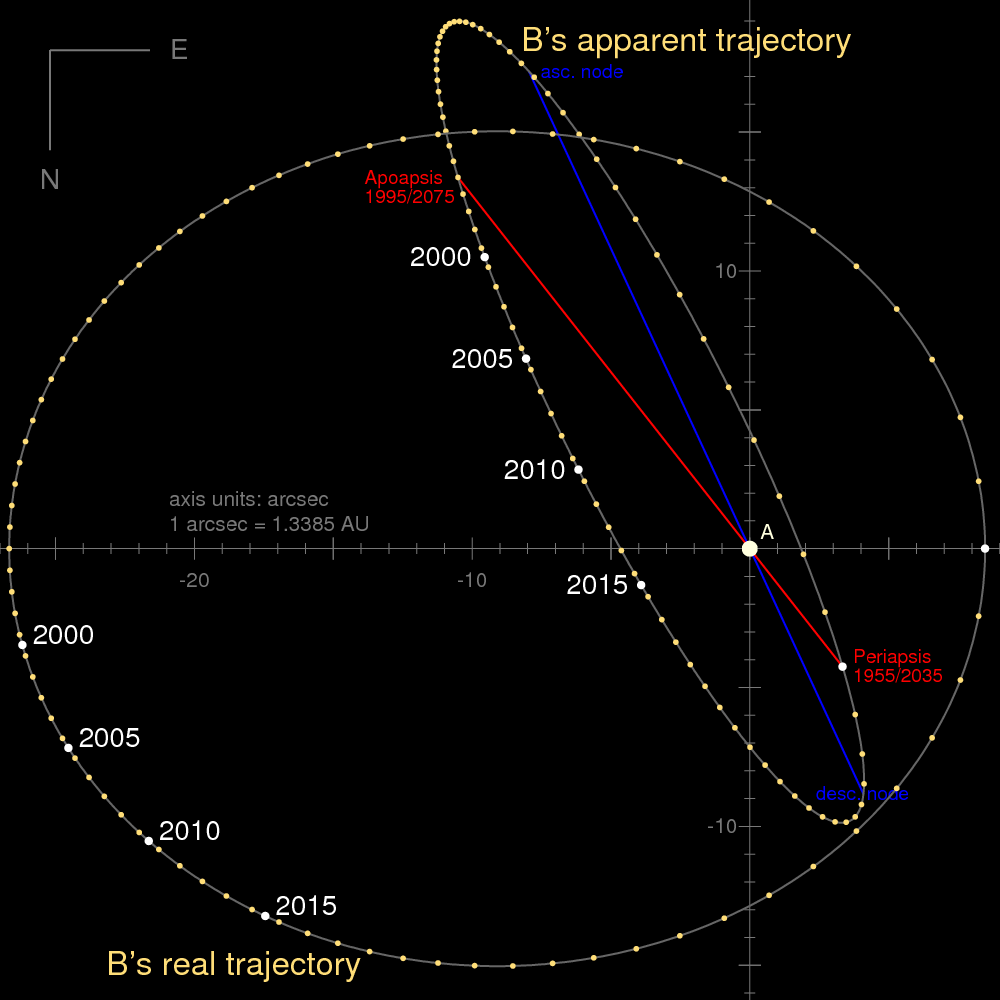
Кажущееся и истинное движение звёзд в системе Альфы Центавра. Компонент А для наглядности полагается неподвижным, и показано относительное орбитальное движение компонента В. Тонкий эллипс обозначает траекторию, видимую с Земли; истинной же является форма орбиты, если рассматривать её перпендикулярно плоскости орбитального движения. Исходя из скорости обращения, радиальное разделение A и B вдоль линии визирования достигло максимума в 2007 году, когда B находился за A. На орбите здесь указаны 80 точек, расстояние во времени между которыми приближённо равно 0,99888 лет, или 364,84 дня

Наклонение орбиты звёздной пары альфы Центавра A и B к картинной плоскости наблюдателя с Земли составляет 79,205 ± 0,041 градуса, то есть орбита системы наблюдается почти с ребра, что повышает вероятность обнаружения планет в системе методом транзита. Плоскость двойной системы Альфа Центавра AB не компланарна плоскости орбиты Проксимы Центавра вокруг Альфы Центавра AB.
Кинематические характеристики Проксимы Центавра отличаются от характеристик главных звёзд системы. Проксиму от α Центавра AB на небесной сфере отделяет угловое расстояние около 2°, что в 4 раза больше углового диаметра Луны. Проксима Центавра (лат. proxima — «ближайшая») находится примерно в 15 000 ± 700 а.е. (около 0,21 св. года) от двух центральных звёзд системы. Период обращения Проксимы вокруг α Центавра AB составляет ок. 500 тыс. лет.
Координаты α Центавра А:
- прямое восхождение α2000 = 14ч39м36с,5,
- склонение δ2000 = −60°50′02″.

Координаты α Центавра B:
- прямое восхождение α2000 = 14ч39м35с,1,
- склонение δ2000 = −60°50′13″.

|                                   | α Центавра А | α Центавра B | Проксима Центавра |
| --------------------------------- | ------------ | ------------ | ----------------- |
| Абсолютная звёздная величина      | 4,38         | 5,71         | 15,53             |
| Спектральный класс                | G2V          | K1V          | M5,5Ve            |
| Светимость (в солнечных)          | 1,519        | 0,5          | 6⋅10−5            |
| Диаметр (в солнечных)             | 1,227        | 0,865        | 0,14              |
| Расстояние до Солнца, св. лет (1) | 4,36         | 4,36         | 4,22              |

(1) (учитывается время, которое прошёл свет до Солнца, а не наоборот, и с учётом искривления света под воздействием центра нашей галактики и иных объектов)

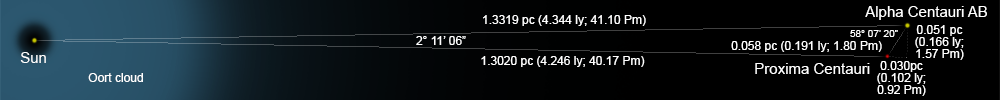
Взаимное расположение Солнца, Альфы Центавра и Проксимы Центавра (серая точка под «Alpha Centauri AB» — это проекция положения Проксимы Центавра на то же расстояние от Солнца, что и до Альфы Центавра)

## Наблюдения
Главные звёзды системы A и B слишком близки друг к другу, чтобы их можно было различить невооружённым глазом, поскольку угловое расстояние между ними варьируется между 1,7 и 22 угловыми секундами но, благодаря вытянутости орбит, обе звезды легко различимы с помощью небольших (диаметром объектива порядка 5 см) телескопов.
В южном полушарии альфа Центавра образует внешнюю звезду Указателей, или Южных указателей (навигационный астеризм), названных так потому, что линия через бету Центавра (Хадар, Агену), в 4,5° западнее, указывает прямо на созвездие Южный крест. «Указатели» легко отличают настоящий Южный крест от Ложного креста.
Южнее широты -29°30' звезда альфа Центавра является незаходящей звездой. Среди городов, где она никогда не заходит за горизонт, — Сантьяго, Монтевидео, Буэнос-Айрес, Порту-Алегри, Кейптаун, Канберра, Сидней, Мельбурн. Так же как и Южный крест, эта звезда расположена слишком глубоко в Южном полушарии неба, чтобы наблюдаться из средних северных широт. На территории России и вообще бывшего СССР она не восходит нигде, даже в Серхетабаде. Южнее широты +29°10' (то есть южнее Дели, Кувейта и Хьюстона) и до экватора на протяжении северного лета альфа Центавра видна невысоко над горизонтом на юге. Верхняя кульминация звезды ежегодно происходит в полночь 24 апреля или в 21:00 8 июня.

## Планетная система
На март 2022 года в системе известны одна подтверждённая и три неподтверждённые экзопланеты. Большое количество детальной информации об этой  системе ожидается в ближайшие годы, от её обследования новыми телескопами: уже вступившим в строй JWST, планируемым Толиман и другими.

### Альфа Центавра A b

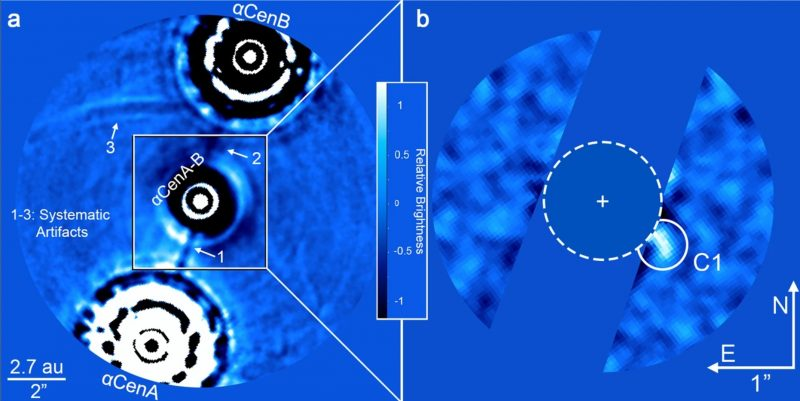
После максирования и удаления артефактов детектора с оригинального изображения слева получается изображение справа, где проявляется кандидат в экзопланеты, обозначенный как C1

У Альфы Центавра A в 2019 годy телескопом VLT был обнаружен кандидат в экзопланеты Альфа Центавра A b в зоне обитаемости с орбитальным радиусом и периодом, примерно равными земным, подтверждение (или опровержение) существования которого ещё предстоит.

### Альфа Центавра B b
Проводимые наблюдения долгое время не могли обнаружить планеты в системе Альфы Центавра6 октября 2012 года астрономы Европейской южной обсерватории объявили об открытии планеты Альфа Центавра B b с массой, близкой к земной, на орбите вокруг α Центавра B. Планета была обнаружена методом измерения колебаний лучевых скоростей с помощью спектрографа HARPS. Для этого астрономам понадобилось более четырёх лет наблюдений. Женевская группа наблюдала спектр звезды альфа Центавра B с февраля 2008 по июль 2011 года. Всего было сделано 459 измерений лучевой скорости, точность единичного измерения составила 0,8 м/с. Такое большое количество накопленных данных позволило выявить и учесть различные источники шума: звёздные колебания (поверхность звезды Альфа Центавра B слегка колеблется с периодами менее 5 минут), грануляцию поверхности, влияние пятен на среднюю лучевую скорость звезды, долговременную активность, связанную с магнитным полем, и пр. Дело отчасти облегчилось тем, что блеск Альфы Центавра B, как и многих других оранжевых карликов спектральных классов K0 V и K1 V, исключительно стабилен. Считалось, что планета b находится очень близко к светилу, в 0,04 а.е. (6 миллионов км), не попадая в обитаемую зону. Период обращения вокруг звезды оценён в 3,236 дня, а минимальная масса планеты — около 1,13 земной.
В октябре 2015 года планета была «закрыта» (то есть признана несуществующей), так как было доказано, что 3,26-дневный RV-сигнал в измерениях женевской группы появился из-за особенностей математической обработки данных.

### Проксима Центавра b или Альфа Центавра C b
12 августа 2016 года в журнале Der Spiegel появилось сообщение об открытии планеты Проксима Центавра b в зоне обитаемости красного карлика Проксима Центавра. 24 августа 2016 года эта информация была подтверждена сотрудниками Европейской южной обсерватории.

### Проксима Центавра c или Альфа Центавра C c
Проксима Центавра c — неподтверждённая планета, находящаяся гораздо дальше зоны обитаемости. Открыта в январе 2020 года.

### Проксима Центавра d или Альфа Центавра C d
Проксима Центавра d — неподтверждённая планета (миниземля) массой ≥0,26 ± 0,05 массы Земли (четверть массы Земли, в два раза больше массы Марса), находящаяся ближе зоны обитаемости. Открыта в 2020 году.

### Другие возможные планеты
Предполагаемые планеты могут обращаться отдельно вокруг α Центавра А или α Центавра B или Проксимы Центавра, или могут иметь большие орбиты вокруг двойной системы α Центавра АB. Поскольку обе звезды приблизительно подобны Солнцу (например в возрасте и металличности), астрономы проявляют особенный интерес к поиску планет в этой системе. Несколько команд, заявивших о своих исследованиях в этом направлении, используют различные методы лучевой скорости или прохождения звёзд для исследования этой системы.
Компьютерное моделирование показало возможность формирования планеты в пределах 1,1 а.е. (160 млн км) от α Центавра B, и что орбита этой планеты может оставаться стабильной не менее 250 миллионов лет. Тела вокруг звезды A могут обращаться на немного больших расстояниях, вследствие более сильной гравитации звезды А. Кроме того, отсутствие коричневых карликов и газовых гигантов вокруг А и В, наоборот, увеличивают шансы обнаружения планет земного типа. По состоянию на 2002 год технологии не позволяли обнаружить планеты земной группы вокруг Альфы Центавра. Но теоретические расчёты возможностей обнаружения методом лучевой скорости показали, что целенаправленные и регулярные исследования телескопом класса 1m[прояснить] могут с большой вероятностью обнаружить гипотетическую планету с массой в 1,8 массы Земли в зоне обитаемости α Центавра B в течение трёх лет.
По данным наблюдений космического телескопа Hubble в 2013 и 2014 годах за звездой альфа Центавра B, учёные предположили возможность существования у этой звезды планеты размером примерно с Землю, обращающейся вокруг Альфы Центавра B менее чем за 20,4 дня.
Одно из исследований 2012 года, проведённое астрономами из Эдинбургского университета, показывает, что у звезды α Центавра B обитаемая зона находится на расстоянии не менее 0,5 и не более 0,9 а.е. от звезды. При этом средняя температура поверхности гипотетической планеты в пределах этой зоны будет отличаться всего на 4—5 кельвинов в зависимости от расстояния до второй звезды α Центавра А. Моделирование показывает, что планета, обращающаяся вокруг α Центавра B, будет лишь раз в 70 лет приближаться к звезде α Центавра А на расстояние, при котором эта звезда будет влиять на климат планеты. В остальное время она влияния на климат планеты оказывать не будет. Также исследователи отмечают, что подобные сценарии возможны только при наличии на планете океанов, подобных земным. Если же планета будет представлять собой сухую пустыню, как Марс, то колебания температуры будут гораздо сильнее.
В 2019 году с помощью теплового инфракрасного коронографа NEAR (англ. Near Earths in the AlphaCen Region), установленного на одном из четырёх 8,2-метровых телескопов комплекса Очень большого телескопа Европейской южной обсерватории в Чили, в системе Альфа Центавра начался поиск планет в «обитаемой зоне» у звёзд A и B. После почти 100 часов наблюдений спектрометром VISIR в инфракрасном диапазоне на длине волн менее 10 микрон и удаления ложных сигналов, на окончательном изображении выявили источник света «C1», который может быть экзопланетой Альфа Центавра A b размером с Нептун внутри обитаемой зоны или пылевым диском.

## Межзвёздные полёты
Предполагается, что альфа Центавра станет одной из первых целей межзвёздных полётов. Преодоление расстояния между Солнцем и α Центавра при использовании современных технологий в разумные сроки невозможно. Однако возможности технологий солнечного паруса или ядерного ракетного двигателя могут позволить совершить такой перелёт за несколько десятилетий. В 2016 году было заявлено о начале подготовки полёта «наноспутника на лазерных парусах» (Breakthrough Starshot) на Альфу Центавра, который может преодолеть расстояние до ближайшей звезды за 15 лет.

## Ближайшее окружение звезды

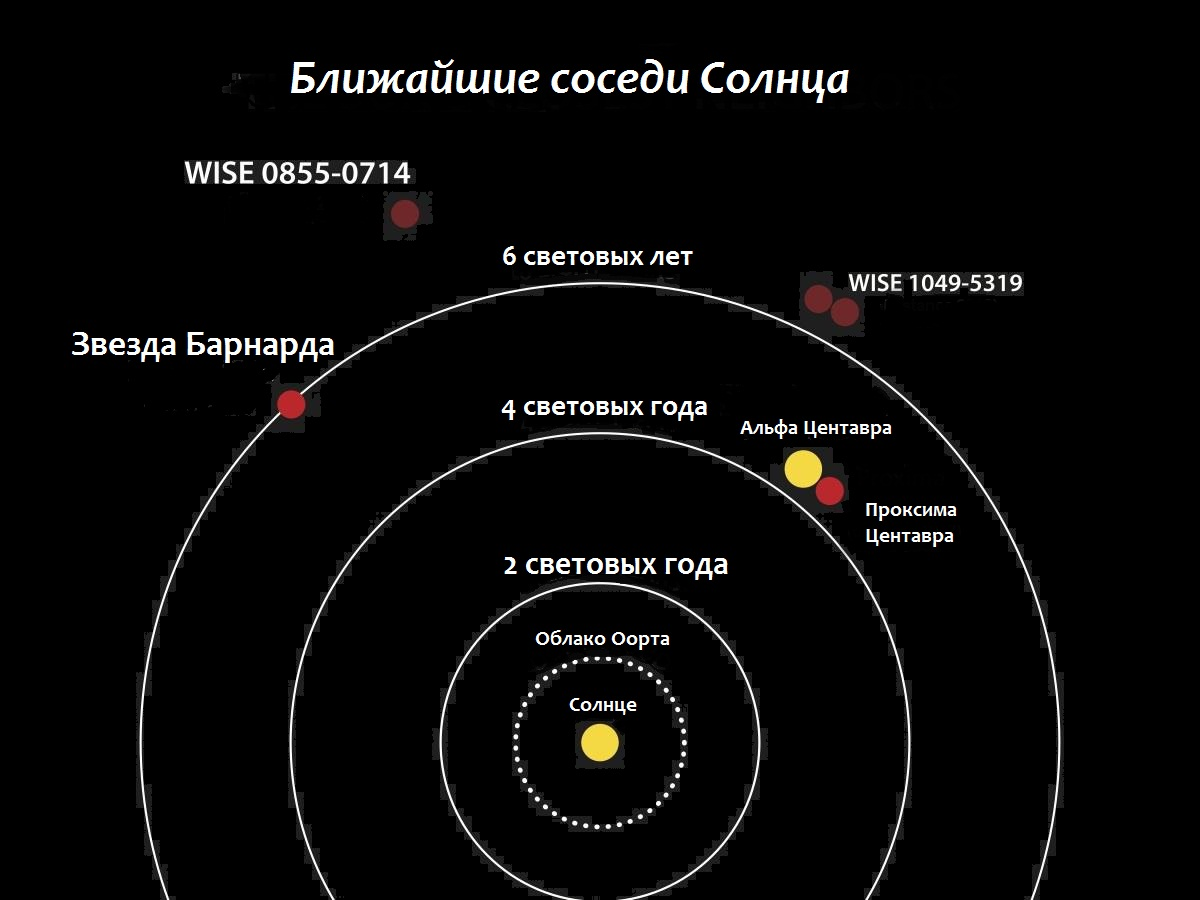
Ближайшее окружение Солнца

Следующие звёздные системы находятся на расстоянии в пределах 10 световых лет от системы Альфы Центавра:
| Звезда          | Спектральный класс | Расстояние, св. лет |
| --------------- | ------------------ | ------------------- |
| Луман 16 AB     | L7,5 / T0,5        | 3,68                |
| Солнце          | G2 V               | 4,37                |
| Звезда Барнарда | M4,0 V             | 6,5                 |
| Росс 154        | M3,5 Ve            | 8,1                 |
| Вольф 359       | M5,8 Ve            | 8,3                 |
| Сириус AB       | A1 V / DA2 VII     | 9,5                 |
| Эпсилон Эридана | K2 Ve              | 9,7                 |

## В массовой культуре
Поскольку данная звёздная система является ближайшей к нам, фантасты издавна связывали с ней начало эры межзвёздных перелётов.
- «Дальний Центавр» (англ. Far Centaurus; 1944) — научно-фантастический рассказ А. Э. ван Вогта.
- «Магелланово облако» (1955) — научно-фантастический роман польского писателя Станислава Лема.
- «Задача трёх тел» — научно-фантастический роман Лю Цысиня.
- «Аватар» — научно-фантастический фильм 2009 года Джеймса Кэмерона.
- Фильмы «Блуждающая Земля» и роман.
- James Cameron’s Avatar: The Game — компьютерная игра, шутер от третьего лица.